# Carex incomitata
Carex incomitata är en halvgräsart som beskrevs av K.R.Thiele. Carex incomitata ingår i släktet starrar, och familjen halvgräs. Inga underarter finns listade i Catalogue of Life.